# Горюхалиха (деревня)
Горюхалиха — деревня в Оханском городском округе Пермского края России.

## Географическое положение
Деревня расположена на речке Горюхалиха на расстоянии примерно 2 километра на северо-восток от села Острожка.

## История
Основана в 1674 году выходцем из села Острожка, первоначальное название починок Горюхалихин. С 2006 по 2018 год входила в состав Острожского сельского поселения Оханского района. После упразднения обоих муниципальных образований стала рядовым населенным пунктом Оханского городского округа.

## Климат
Климат умеренно - континентальный. Наиболее теплым месяцем является июль, средняя максимальная температура которого 24,8°С, а самым холодным январь со среднемесячной температурой - 17,3°С. Среднегодовая температура 2,1°С.

## Население
Постоянное население составляло 3 человека (100% русские) в 2002 году,  1 человек в 2010 году.  